# Ново Кусоње
Ново Кусоње су насељено мјесто у општини Воћин, у сјеверној Славонији, у Вировитичко-подравској жупанији, Република Хрватска.

## Географија
Ново Кусоње се налазе око 14 км сјеверно од Воћина.

## Историја
До територијалне реорганизације у Хрватској насеље се налазило у саставу бивше општине Подравска Слатина.

## Становништво
Ново Кусоње су према попису из 2011. године имале 22 становника.
| Националност       | 1991. | 1981. | 1971. | 1961. |
| Срби               | 35    | 34    |       |       |
| Хрвати             | 7     | 11    |       |       |
| Југословени        | 6     | 6     |       |       |
| остали и непознато |       | 7     |       |       |
| Укупно             | 48    | 58    | '     | '     |

| Демографија | Демографија | Демографија |
| Година      | Становника  | Становника  |
| ----------- | ----------- | ----------- |
| 1981.       | 58          |             |
| 1991.       | 48          |             |
| 2001.       | 26          |             |
| 2011.       |             | 22          |

Напомена: Насеље је самостално од 1981. настало одвајањем из насеља Горње Кусоње.